# Konflikt izraelsko-palestyński
Konflikt izraelsko-palestyński (hebr. ‏הסכסוך הישראלי-פלסטיני‎, arab. ‏النزاع الفلسطيني الإسرائيلي‎, An-Nizāʿ al-Filasṭīnī ăl-Isrā’īlī) – długotrwały konflikt pomiędzy Izraelczykami (Żydami) a Palestyńczykami (Arabami palestyńskimi), trwający od połowy XX wieku, będący częścią konfliktu izraelsko-arabskiego.

## Tło historyczne
Powstanie pod koniec XIX wieku ruchu syjonistycznego zaowocowało kolejnymi alijami, czyli żydowską migracją do Palestyny, będącej wówczas częścią Imperium Osmańskiego. W 1917 powstała tzw. Deklaracja Balfoura, czyli deklaracja brytyjskiego ministra spraw zagranicznych Arthura Balfoura w sprawie utworzenia w Palestynie żydowskiej siedziby narodowej. W okresie międzywojennym Palestyna stanowiła brytyjski mandat, nasiliła się migracja Żydów do Erec Jisra’el (trzecia, czwarta i piąta alija), a w latach 1936–1939 trwało arabskie powstanie przeciw władzy Brytyjczyków i żydowskiej migracji. II wojna światowa i trwający Holocaust ludności żydowskiej spowodowały dalszą falę migracji, pomimo sprzeciwu władz brytyjskich.

## Początek konfliktu
Izrael zgodnie z rezolucją 181
     Obszar zdobyty przez Izrael
     Obszary pod kontrolą Egiptu i Transjordanii
     Corpus separatum Jerozolimy

Wyniki wojny 1948–1949
Izrael zgodnie z rezolucją 181
Obszar zdobyty przez Izrael
Obszary pod kontrolą Egiptu i Transjordanii
Corpus separatum Jerozolimy

W 1947 Zgromadzenie Ogólne ONZ uchwaliło rezolucję nr 181, celem podziału Mandatu Palestyny na państwa żydowskie i arabskie. Jej wprowadzeniem miała się zająć Komisja Narodów Zjednoczonych ds. Palestyny. Rezolucja została odrzucona przez stronę arabską, co doprowadziło do wojny domowej w Mandacie Palestyny. 14 maja 1948 została podpisana deklaracja niepodległości Izraela, w wyniku czego proklamowano państwo Izrael. Następnego dnia wybuchła I wojna izraelsko-arabska pomiędzy nowo powstałym państwem a koalicją wspierających Palestyńczyków krajów arabskich – Syrią, Egiptem, Transjordanią, Sudanem, Irakiem, Libanem, Arabią Saudyjską i Jemenem. Wojna zakończyła się zwycięstwem Izraela, który obronił swoją niepodległość i powiększył swoje terytorium względem ustaleń rezolucji 181. Pozostałe terytoria dawnego mandatu znalazły się pod kontrolą Egiptu (Strefa Gazy) i Jordanii (Zachodni Brzeg).
Wojna wywołała także masowy, wymuszony działaniami zbrojnymi i, niekiedy, celową polityką Izraela, eksodus Palestyńczyków (ok. 750 tysięcy) z terenów państwa żydowskiego. W krajach arabskich doszło do prześladowań i pogromów mniejszości żydowskich, w związku z tym doszło do ich zmasowanej migracji do Izraela. W 1949 niemal pięćdziesiąt tysięcy Żydów zostało ewakuowanych z Jemenu i Adenu, w latach 1951–1952 około sto dwadzieścia tysięcy opuściło Irak.

## Przebieg
Od tego czasu trwa konflikt izraelsko-arabski, wybuchały kolejne wojny izraelsko-arabskie, a Palestyńczycy i inni Arabowie rozpoczęli dokonywanie kolejnych zamachów terrorystycznych w Izraelu, jak i na cele izraelskie poza granicami tego państwa. Sprawa Izraela i Palestyny była wielokrotnie obiektem działań w Organizacji Narodów Zjednoczonych. W 1964 powstała Organizacja Wyzwolenia Palestyny uważająca się za reprezentację narodu palestyńskiego. W 1967 w wyniku wojny sześciodniowej Zachodni Brzeg Jordanu (w tym Wschodnia Jerozolima), Strefa Gazy, a także Wzgórza Golan i półwysep Synaj znalazły się pod okupacją izraelską. Rozpoczęło się żydowskie osadnictwo na tych terenach, zwłaszcza w rejonie Jerozolimy i na Zachodnim Brzegu.
W latach 1982–1985 trwała wojna libańska, której jednym z celów było rozbicie sił palestyńskich operujących na terenie Libanu i prowadzących stamtąd ataki na Izrael. W 1987 na terenach Zachodniego Brzegu i Strefy Gazy wybuchło powstanie przeciw Izraelczykom zwane „wojną kamieni”, w którym aktywną rolę odegrały nowe palestyńskie organizacje zbrojne – Hamas oraz Islamski Dżihad. W 1988 doszło do deklaracji niepodległości Palestyny jako państwa, nieuznawanego przez społeczność międzynarodową.

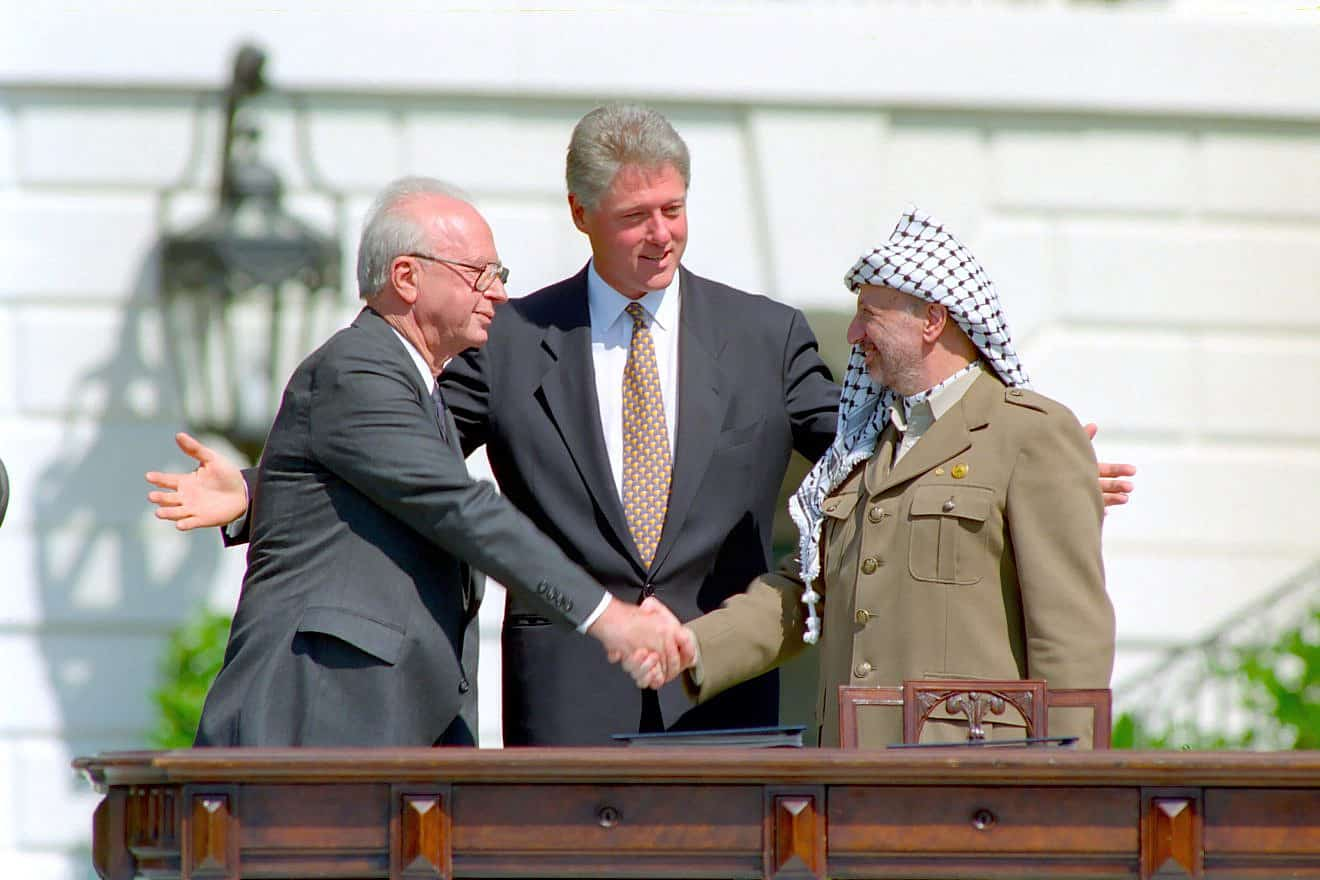
Icchak Rabin, Bill Clinton i Jasir Arafat

W 1993 na mocy porozumienia z Oslo doszło do wzajemnego uznania się przez Izrael i Organizację Wyzwolenia Palestyny, co stało się podstawą powstania Autonomii Palestyńskiej. Podpisanie porozumienia przyniosło pokojową Nagrodę Nobla premierowi Icchakowi Rabinowi, szefowi izraelskiej dyplomacji Szimonowi Peresowi oraz przywódcy OWP Jasirowi Arafatowi.
We wrześniu 2000 roku, po nieskutecznych negocjacjach pokojowych w David Camp rozpoczęła się druga intifada, zwana też intifadą Al-Aksa. Podczas operacji „Dni Pokuty” mającej miejsce od 29 września do 16 października 2004 r. zginęło około 130 Palestyńczyków. W 2005 roku premier Izraela, Ariel Szaron, zarządził usunięcie izraelskich osadników i żołnierzy ze Strefy Gazy. Izrael i jego Sąd Najwyższy formalnie ogłosiły koniec okupacji, jednak Organizacja Narodów Zjednoczonych, Human Rights Watch i wiele innych międzynarodowych organów i organizacji pozarządowych nadal uważały Izrael za okupanta Strefy Gazy.
W 2006 r. Hamas zdobył 44% głosów w palestyńskich wyborach parlamentarnych. Izrael odpowiedział, że rozpocznie sankcje ekonomiczne, chyba że Hamas zgodzi się zaakceptować wcześniejsze porozumienia izraelsko-palestyńskie, wyrzec się przemocy i uznać prawo do istnienia Izraela, co Hamas odrzucił. Po tym, jak wewnętrzny konflikt polityczny między Fatahem i Hamasem przerodził się w bitwę o Gazę (2007 r.), Hamas przejął pełną kontrolę nad tym regionem. W 2007 r. Izrael nałożył blokadę morską na Strefę Gazy. Napięcia między Izraelem a Hamasem eskalowały aż do końca 2008 roku, kiedy to Izrael rozpoczął operację „Płynny ołów” w Strefie Gazy.
W 2014 r. doszło do kolejnej wojny między Izraelem a Strefą Gazy, w wyniku której zginęło ponad 70 Izraelczyków i ponad 2000 Palestyńczyków.
W październiku 2023 wybuchł kolejny konflikt (wojna Izraela z Hamasem) związany z ostrzałem rakietowym terytorium Izraela, ze strefy Gazy.